# David Depesseville
David Depesseville est un réalisateur français né en 1976 à Nevers.

## Biographie
David Depesseville travaille comme assistant réalisateur - notamment avec Sophie Letourneur - et réalise plusieurs courts métrages avant de tourner en 2021 son premier long métrage, Astrakan, sélectionné au Festival international du film de Locarno 2022.

## Filmographie

### Courts métrages
- 2005 : Ci-gît l'amour
- 2007 : Le Dépeuplé
- 2008 : Les Lendemains qui chantent
- 2013 : La Dernière Plaine

### Long métrage
- 2022 : Astrakan